# Argoctenus bidentatus
Espèce
Synonymes
- Horioctenoides bidentatus Main, 1954

Argoctenus bidentatus est une espèce d'araignées aranéomorphes de la famille des Miturgidae.

## Distribution
Cette espèce est endémique d'Australie-Occidentale.

## Publication originale
- Main, 1954 : Spiders and Opiliones. The Archipelago of the Recherche. Australian Geographical Society reports, vol. 1, p. 37-53.